# Eva Gümbel
Eva Corina Gümbel (* 30. Januar 1964 in Frankfurt am Main) ist eine deutsche Politikerin der Partei Bündnis 90/Die Grünen Hamburg. Seit 2015 ist sie Staatsrätin der Behörde für Wissenschaft, Forschung und Gleichstellung. Zuvor war sie Vizepräsidentin und  Mitglied der Hamburgischen Bürgerschaft.

## Leben
Ihre Eltern sind der Professor für Wirtschafts- und Sozialwissenschaften Rudolf Gümbel und Hiltrud geb. Urban. Eva Gümbel hat einen Bruder und wuchs in Ruppertshain im Vordertaunus bei Frankfurt auf. Sie absolvierte an der Johann Wolfgang Goethe-Universität Frankfurt am Main ein Studium der Literaturwissenschaft und promovierte 1991 über Die Minne- und Spruchdichtung an der nordöstlichen Peripherie des Heiligen Römischen Reichs Deutscher Nation zwischen 1250 und 1350. Später war sie als Journalistin beim NDR tätig. Sie ist mit einem Kinderarzt verheiratet und Mutter von fünf Kindern.

## Politik
Ihre politische Karriere begann 2008 über den Einzug in die Bezirksversammlung von Hamburg-Nord; dort war sie stellvertretende Vorsitzende ihrer Fraktion und unter anderem Mitglied im Jugendhilfe-Ausschuss. Bis zum 12. Mai 2009 war sie Vorsitzende des Kreisverbandes Hamburg-Nord der Grünen.
Im Februar 2008 konnte sie bei der Bürgerschaftswahl über den Wahlkreis Barmbek – Uhlenhorst – Dulsberg als Abgeordnete in das Hamburgische Landesparlament einziehen. Im Juni 2010 wurde sie Vizepräsidentin der Hamburgischen Bürgerschaft, Vorsitzende des Wissenschaftsausschusses und Mitglied vom Haushaltsausschuss, Kultur-, Kreativwirtschafts- und Medienausschuss und dem Parlamentarischen Untersuchungsausschuss Elbphilharmonie.
Nach dem Bruch der schwarz-grüne Koalition Ende 2010 und vorgezogener Neuwahl Anfang 2011 verteidigte Gümbel ihr Wahlkreismandat und wurde in der 20. Bürgerschaft erneut Vizepräsidentin, stellvertretende Fraktionsvorsitzende und Mitglied des Wissenschaftsausschusses.
Bei der Bürgerschaftswahl 2015 errang Gümbel erneut ein Direktmandat in ihrem Wahlkreis. Sie nahm das Mandat nicht an, sondern wechselte als Staatsrätin in die Behörde für Wissenschaft, Forschung und Gleichstellung.